# Чабо (бронеавтомобиль)
39M «Чабо» (венг. 39M, Csaba) — венгерский лёгкий бронеавтомобиль периода Второй мировой войны. Создан фирмой «Олвис-Штраусслер» в 1938—1939 годах. Назван в честь Чабы, легендарного младшего сына вождя гуннов Аттилы.

## История
Проект бронеавтомобиля с расположением двигателя в задней части машины венгерский инженер и конструктор Николаус Штраусслер начал разрабатывать в 1933 году. В дальнейшем, на заводе "Manfred-Weiss" в Будапеште было изготовлено опытное шасси. Прототип Csaba № А-012 из не броневой стали выпустили в 1939.
Бронеавтомобиль получил независимую подвеску всех колёс на поперечных полуэллиптических рессорах, двигатель Ford мощностью 90 л.с.
Производство бронемашин продолжалось с перерывами с 1939 по 1944 год; всего было построено 118 бронемашин (опытное шасси и 117 серийных).
Первый заказ на 8 учебных (Pc-101 — Pc-108) (из не броневой стали) и 53 линейные машины (№№ Pc-109 — Pc-161) был выдан в 1939 году . Производство длилось с весны до конца 1940. Тогда же последовал второй заказ на 20 линейных и 12 командирских БА (№№ Pc-162 — Pc-181, Pc-400 — Pc-411). При этом Pc-162 стал прототипом командирского варианта 40М. Полностью заказ был выполнен только в первой половине 1942 г. Столь длительная задержка с производством была связана с тем, что зимой и весной, из-за недостаточной инфраструктуры в условиях сложного ландшафта местности, кооперация между предприятиями-смежниками была крайне затруднительна. В какой-то степени эту проблему удалось решить только в течение 1941 года. В это же время были собраны две машины с №№ RR-511 и RR-512, предназначенные для полиции. Бронеавтомобили с №№ Рс-182 — Рс-199 стали командирскими радиомашинами 40М с №№ Рс-400 — Рс-417.
В 1943 году бронемашины не выпускались, поскольку завод был перегружен производством танков Turan.
В октябре 1943 состоялся последний заказ на 23 линейных и 27 командирских машин. Однако выполнение его началось только с февраля 1944, когда до конца первого полугодия закончили 6 командирских (№№ Рс-412 — Рс-417) и 6 линейных машин, а до ноября смогли сдать еще только 10 линейных БА (№№ Рс-200 — Рс-215). Кроме того, летом 1945 года на территории завода было обнаружено 20 недостроенных бронеавтомобилей.
Таким образом, всего на фирме Manfred Weiss изготовили один прототип, 96 линейных 39М, 19 командирских 40М и 2 полицейских Csaba.
1939 — 1 (прототип)
1940 — 61
1942 (1-е полугодие) — 34
1944 — 22
В апреле 1941 года бронемашины использовались в войне против Югославии - Венгрия выделила для участия в войне части 3-й армии (десять бригад), три из которых были сведены в «подвижный корпус» (Gyorshadtest). Каждая из трёх бригад «подвижного корпуса» получила бронетанковый разведывательный батальон трёхротного состава. В состав каждого батальона входили рота из 18 танкеток L3/35, рота из 18 танков «толди» и рота из 12 бронеавтомобилей Csaba, включая две учебные; ещё одна машина находилась при штабе батальона (штатом так же предусматривалась одна командирская машина)
27 июня 1941 года Венгрия объявила войну СССР и приняла участие в войне против СССР. Первоначально в 1-й, 2-й моторизованных и 1-й кавалерийской бригадах состояло по 15 машин, еще 3 БА находились в 1-й горной (3 машины) бригадах. Всего числилось 48 броневиков, позже на пополнение прибыло еще 9 машин. «Чабо», как и другая венгерская бронетехника в 1941 использовались на Южном направлении. В декабре 1941 года, когда венгерские войска отвели в тыл на пополнение, из 57 задействованных машин осталось только 17. В боях за Сталинград вместе с 1-й кавалерийской бригадой погибли все ее 18 бронеавтомобилей «Чабо». В апреле 1944 на фронт с 14 БА убыла 2-я танковая дивизия. В августе она вернулась с 12 машинами.
Летом 1944 в армии числились 48 машин, еще 10 поступили от промышленности осенью. Они воевали в южной Польше и в самой Венгрии, отражая наступление Красной армии в 1944-45 годах. До нашего времени не сохранилось ни одного образца данного бронеавтомобиля.

## Модификации
- 39M Csaba — базовая модель. Вооружение состояло из 20-мм противотанкового ружья 36.M и одного[4] или двух 8-мм пулемётов[2]. Выпущено 100 единиц[источник не указан 3094 дня].
- 40M Csaba — командирский вариант, оснащённый тремя радиостанциями и рамочной антенной[2]. Вооружение состояло из одного 8-мм пулемёта[4]. Выпущено 18 единиц[источник не указан 3094 дня].

## Страны-эксплуатанты
- Венгрия[1] — использовались венгерской армией в роли разведывательных машин вплоть до 1945 года
- Нацистская Германия[1] — несколько бронемашин использовались в ходе Второй мировой войны[2]